# Élections étatiques de 2024 au Yucatán
Les élections étatiques de 2024 dans l'État du Yucatán se tiennent le 2 juin 2024, afin d'élire le gouverneur de l'État du Yucatán pour un mandat de six ans, et les 25 membres du congrès étatique, pour un mandat de trois ans.

État du Yucatán.

## Gouverneur

### Mode de scrutin
Le gouverneur est élu au scrutin uninominal majoritaire à un tour.

### Résultats
|                        | Continuons de faire l’histoire - Mouvement de régénération nationale (MORENA) - Parti vert écologiste du Mexique (PVEM) - Parti du travail (PT) | Joaquín Díaz Mena (MORENA) | 629 394   | 52,61 |  |  |
|                        | Force et coeur pour le Yucatán - Parti révolutionnaire institutionnel (PRI) - Parti action nationale (PAN) - Parti nouvelle alliance (PNA)      | Renán Barrera Concha (PAN) | 515 478   | 43,08 |  |  |
|                        | Mouvement citoyen (MC) | Vida Gómez Herrera         | 45 115    | 3,77  |  |  |
|                        | Parti de la révolution démocratique (PRD) | Jazmín López Manrique      | 6 438     | 0,54  |  |  |
|                        | |                            |           |       |  |  |
| Suffrages exprimés     | Suffrages exprimés | Suffrages exprimés         | 1 196 425 | 97,86 |  |  |
| Votes nuls             | Votes nuls | Votes nuls                 | 26 158    | 2,14  |  |  |
| Total                  | Total | Total                      | 1 222 593 | 100   |  |  |
| Abstention             | Abstention | Abstention                 | 517 366   | 29,73 |  |  |
| Inscrits/Participation | Inscrits/Participation | Inscrits/Participation     | 1 739 959 | 70,27 |  |  |

## Congrès étatique

### Mode de scrutin
Le Congrès d'État du Yucatán est constitué de 25 députés, élus selon un système mixte. 15 députés sont élus au scrutin uninominal majoritaire à un tour dans autant de circonscriptions, tandis que les 10 députés restants sont élus au scrutin proportionnel plurinominal. Les électeurs n'ont cependant qu'un seul vote.

### Résultats
|                                                |                                                |                                              |           |       |       |               |               |    |       |     |  |  |  |  |
| Parti                                          | Parti                                          | Parti                                        | Voix      | %     | +/-   | C             | +/−           | L  | Total | +/- |  |  |  |  |
|                                                |                                                | Mouvement de régénération nationale (MORENA) | 481 090   | 40,29 | 15,23 | 14            | 13            | 0  | 14    | 10  |  |  |  |  |
|                                                | Parti vert écologiste du Mexique (PVEM)        | 63 354                                       | 5,30      | 2,21  | 1     | 1             | 2             | 3  | 2     |     |  |  |  |  |
|                                                | Parti du travail (PT)                          | 43 825                                       | 3,67      | 1,87  | 2     | 2             | 2             | 4  | 4     |     |  |  |  |  |
| Total coalition Continuons de faire l’histoire | Total coalition Continuons de faire l’histoire | 588 269                                      | 49,26     | Abs.  | 17    | 17            | 4             | 21 | 21    |     |  |  |  |  |
|                                                |                                                | Parti action nationale (PAN)                 | 400 650   | 33,55 | 1,96  | 4             | 10            | 6  | 10    | 4   |  |  |  |  |
|                                                | Parti révolutionnaire institutionnel (PRI)     | 97 223                                       | 8,14      | 14,47 | 0     | en stagnation | 2             | 2  | 1     |     |  |  |  |  |
|                                                | Parti nouvelle alliance (PNA)                  | 32 419                                       | 2,71      | 0,55  | 0     | en stagnation | 0             | 0  | 1     |     |  |  |  |  |
| Total Force et coeur pour le Yucatán           | Total Force et coeur pour le Yucatán           | 530 292                                      | 44,41     | 3,87  | 4     | 10            | 8             | 12 | 4     |     |  |  |  |  |
|                                                | Mouvement citoyen (MC)                         | Mouvement citoyen (MC)                       | 64 385    | 5,39  | 2,00  | 0             | en stagnation | 2  | 2     | 1   |  |  |  |  |
|                                                | Parti de la révolution démocratique (PRD)      | Parti de la révolution démocratique (PRD)    | 11 185    | 0,94  | 1,92  | 0             | en stagnation | 0  | 0     | 1   |  |  |  |  |
|                                                |                                                |                                              |           |       |       |               |               |    |       |     |  |  |  |  |
| Suffrages exprimés                             | Suffrages exprimés                             | Suffrages exprimés                           | 1 194 131 | 96,57 |       |               |               |    |       |     |  |  |  |  |
| Votes nuls                                     | Votes nuls                                     | Votes nuls                                   | 42 379    | 3,43  |       |               |               |    |       |     |  |  |  |  |
| Total                                          | Total                                          | Total                                        | 1 236 510 | 100   | -     | 21            | 6             | 14 | 35    | 10  |  |  |  |  |
| Abstention                                     | Abstention                                     | Abstention                                   | 503 449   | 28,93 |       |               |               |    |       |     |  |  |  |  |
| Inscrits/Participation                         | Inscrits/Participation                         | Inscrits/Participation                       | 1 739 959 | 71,07 |       |               |               |    |       |     |  |  |  |  |